# Горталовы
Горталовы — древний русский дворянский род.
Ведёт начало от детей боярских Михаила и Якова Андреевичей Горталовых владевших поместьями (1670).
Род записан в VI часть дворянской родословной книги Костромской, Казанской и Вологодской губерний.

## История рода
Филипп Григорьевич с двумя сыновьями Михаилом и Иваном владели поместьем в Галичском уезде (1679). Яков Андреевич служил по Галичу (1684—1686) в детях боярских, сослан в украинные города за игру в карты.
Степан Андреевич владел населённым имением (1699).